# جیل کالمز
جیل کالمز (انگلیسی: Jil Kalmes؛ زادهٔ ۲۱ فوریهٔ ۲۰۰۰) بازیکن فوتبال اهل لوکزامبورگ است.
وی همچنین در تیم ملی فوتبال Luxembourg بازی کرده‌است.